# Dorrigo
Dorrigo är en ort i Australien. Den ligger i kommunen Bellingen och delstaten New South Wales, i den sydöstra delen av landet, omkring 420 kilometer norr om delstatshuvudstaden Sydney. Antalet invånare är 1 429.
Runt Dorrigo är det glesbefolkat, med 8 invånare per kvadratkilometer.. Dorrigo är det största samhället i trakten. 
I omgivningarna runt Dorrigo växer i huvudsak städsegrön lövskog. Genomsnittlig årsnederbörd är 1 518 millimeter. Den regnigaste månaden är januari, med i genomsnitt 324 mm nederbörd, och den torraste är oktober, med 6 mm nederbörd.